# Németh Kriszta
Németh Kriszta (Dunaújváros, 1969. augusztus 13. –) színésznő.

## Életrajz
Nagykarácsonyban nőtt fel. A dunaújvárosi Münnich Ferenc Gimnáziumba járt, majd a budapesti RS9 Színházban Lábán Katalin színészképző kurzusát végezte el. Színészi munkái mellett ír, és a Mesemasina aktív közreműködője.

## Pályája

### Színház
1994 őszén leszerződött az RS9 Színházhoz, melynek 5 évig volt állandó társulati tagja. A színház akkori, erős vizuális hatásokkal operáló előadásai jellegükben inkább a mozgásszínházak produkcióival mutattak analógiát, de „kőszínházi típusú„ produkciókban is rendszeresen játszott. Mivel az RS9 Színházat nemzetközi viszonylatban gyakorlatilag nagyobb szakmai elismerés övezte, mint itthon, ezért az előadások számos külföldi vendégszereplésében részt vett (Wrocław, Nagyvárad, Szatmárnémeti, Edinburgh, Portland, Arcata, Biella stb.)
Az öt év társulati tagság után szabadúszóként továbbra is játszott az RS9-ben, ezzel párhuzamosan két évadon át improvizációs gyerekelőadásokkal járta a budapesti óvodákat Csontos Róbert kollégájával (aki jelenleg a pozsonyi Meteorit Színház vezetője).
1998-ban Csontos Róberttel, Lévay Adinával és Bölöni Rékával megalapították a Napszínházat, és bemutatták első, Brecht balladáira készített, improvizációkra épülő kísérleti darabjukat, Az elkárhozott lélek panoptikuma címmel. Eközben vendégként a budapesti Katona József Színházban is játszott, az Yvonne, burgundi hercegnőben, amit 1999-ben Strasbourgban az ottani vendégjátékuk során is bemutattak.
2000-2001-ben szerepelt az Európai Reneszánsz Tisztelőinek társulata Dundo Maroje előadásában, mely bemutatásra került az Esztergomi Várszínházban, a Szentendrei Teátrumban majd a Merlin Színházban is. 2003-ban az Új Színház Stúdiószínpadán vendégként játszott Frank Wedekind műve, A tavasz ébredése feldolgozott változatában, mely Itt a tavasz címmel került műsorra.
A Színházi adattárban regisztrált bemutatóinak száma: 4.

### Filmek
- Portugál (Eladónő – r.: Lukáts Andor)
- Serpentina (Herka – r.: Juhász Pál)
- Limonádé (Laborasszisztens – r.: Kapitány Iván)
- Kaméleon (Ágnes – r.: Goda Krisztina)
- Modell (r.: Novák András)
- BÚÉK (Móni, Márk főnöke – r.: Goda Krisztina)
- Zárójelentés (r.: Szabó István)
- Ida regénye (r.: Goda Krisztina)

### Szinkron
1997-ben kezdett szinkronizálni. Színes, nőies hangját több száz filmben, filmsorozatban, mesefilmben hallhatjuk, de televízióműsorok narrátoraként is feltűnik.
- Angyali Érintés (4-9. évad) - Monica (Roma Downey)
- Digimon – Sora
- Totál Dráma – Bridgette, Ellody
- Gumball csodálatos világa – Penny (1-3. évad)
- Cyberchase – Jackie
- Csillagkapu: Atlantisz - Dr. Elizabeth Weir
- Star Trek – Nemezis - Donatra
- Spongyabob Kockanadrág - Puff asszony (9-12 évad között)
- Eperke és barátai – Sodó
- Roary, a versenyautó – Roary
- Médium – A túlvilág kalandorai - Anna Wilson-Jones
- Lost – Eltűntek – Kate Austen
- A férjem védelmében – Alicia Florrick
- Aviátor – Katharine Hepburn
- Penge – Szentháromság – Danica Talos
- Æon Flux – Intéző
- Doc Martin – Louisa Glasson
- Narancsvidék – Kirsten Cohen
- Az elnök emberei – Helen Santos
- Charlie angyalai – Sabrina Duncan
- Deadwood – Alma Garret
- Halottnak a csók – Charlotte 'Chuck' Charles
- Jericho – Mimi Clark
- Kés/Alatt – Ava Moore
- Különleges ügyosztály (Esküdt ellenségek) – A.D.A. Casey Novak
- A bombák földjén – Connie James
- Blue Bloods – Zsaruvér – Jackie Curatola
- Ray Donovan – Abby Donovan
- Kettős ügynök – Lena Smith
- House of Cards – Kártyavár – Linda Vasquez
- Parenthood (Vásott szülők) – Kristina Bravermen
- The Blacklist – Samar Navabi
- A Hangya/Ant-Man – Hope van Dyne
- A Hangya és a Darázs – Hope van Dyne / Darázs
- A Hangya és a Darázs: Kvantumánia – Hope van Dyne / Darázs
- Bosszúállók: Végjáték – Hope van Dyne / Darázs
- Verdák 3. – Szimulátor
- Alkalmi – Valerie Meyers
- A nagy fogás – Margot Bishop
- Tyrant - A vér kötelez – Molly Al-Fayeed
- Magánügyek – Annabeth Chase
- N.C.I.S. – Alex Quinn
- Life – Ekaterina Golovkina
- Elif – A szeretet útján – Melek Simsek
- Foglalkozásuk: amerikai – Martha Hsnson
- A visszaeső – Letty Raines
- Megszállottak viadala – Eve Polastri
- Frankie Drake rejtélyek – Frankie Drake
- Narancs az új fekete – Alex Vause
- Pieces of a Woman – Eva
- Star Wars: A Rossz Osztag – Depa Billaba
- Az újonc – Zoe Andersen (1. évad)
- Ölelörny Henry - Nan-Oh

### Rádió
A 2010-ben alapított (internetes) Intro Rádióban az Introvéna irodalmi magazin készítőjeként dolgozott, valamint a rádió számára hangoskönyveket készített (Máté Angi: Mamó, és Lénárd Sándor: Egy nap a láthatatlan házban című, valamint saját írásából, a Macskamézből). A rádió jelenleg Gittegylet Archiválva 2012. augusztus 14-i dátummal a Wayback Machine-ben néven képes-hangos kulturális magazin formájában érhető el.

### Hangos projektek
Az első, kifejezetten okostelefonra és táblagépre készült magyar nyelvű interaktív hangos mesekönyv-szolgáltatás, a Mesemasina egyik hangjaként is hallható 2010 tavasza óta.
Saját weboldalán rendszeresen tesz közzé podcastokat saját írásaiból, melyek leginkább a tárca műfajába sorolhatóak.

### Fotózás
2013 szeptemberétől tagja az UM Collective nevű, elsősorban mobilfotós közösségnek.
Andok Tamással közös projektje a Budapest noir, mely Kondor Vilmos azonos című regényciklusának egyfajta újraértelmezett képi adaptációja. Az anyagból 2014. februárjában nyílt kiállítás.
2015. április végén Óbudai anzikszok címmel nyílt kiállításának anyagával az analóg technika felé fordulva szűkebb életterét, Óbudát mutatja be, hol dokumentarista nyersességgel, hol anziksz-szerű kompozíciókban.
Kiállítások:
– Budapest Noir – Óbudai Platán Könyvtár, 2014
– UM Collective, csoportos kiállítás – Corvin Művelődési Ház – Erzsébetligeti Színház, 2014
– Budapest Noir 2.0 – Dunaújvárosi József Attila Könyvtár, 2014
– Óbudai anzikszok – Óbudai Platán Könyvtár, 2015
– Óbudai anzikszok 2.0 – Csillaghegyi Közösségi Ház, 2015
– Papó háza – ArtBázis Összművészeti Műhely, 2017
– Mobillal másképp – MobilArt Alkotócsoport, csoportos kiállítás – Újpesti Kulturális Központ – Új Galéria, 2017
– XXIII. Alföldi Fotószalon, csoportos kiállítás – Tokácsli Galéria. Szentes, 2017
– Németh Kriszta / Baráth Gábor: Holtodiglan – ArtBázis Összművészeti Műhely, 2017
– Németh Kriszta / Baráth Gábor: Holtodiglan – Óbudai Platán Könyvtár, 2018
– Mobillal másképp – MobilArt Alkotócsoport, csoportos kiállítás – Művészetek Háza – Nagy Ottó Sándor Galéria, Székesfehérvár, 2018
– Mobillal másképp '18 – MobilArt Alkotócsoport, csoportos kiállítás – Újpesti Kulturális Központ – Új Galéria, 2018
– Arcok a hangok mögött – Pannónia Stúdió, 2018
– XXV. Alföldi Fotószalon, csoportos kiállítás – Tokácsli Galéria. Szentes, 2018
– Mobillal másképp – MobilArt Alkotócsoport, csoportos kiállítás – Művészetek Háza, Nagy Ottó Sándor Galéria, Székesfehérvár, 2018
– Mobillal másképp '18 – MobilArt Alkotócsoport, csoportos kiállítás – Újpesti Kulturális Központ, Új Galéria, 2018
– XXVI. Alföldi Fotószalon, csoportos kiállítás – Tokácsli Galéria. Szentes, 2019
– XXVI. Alföldi Fotószalon, csoportos kiállítás (másodbemutató) –  Bessenyei Ferenc Művelődési Központ, Hódmezővásárhely, 2020
– Ezüstkor 2020 – ?RAW? csoport, csoportos kiállítás – Vermes-villa, Dunaszerdahely, 2020
– Tárlatkarantén, csoportos kiállítás – ArtBázis Összművészeti Műhely, Budapest, 2021
– XXVII. Alföldi Fotószalon, fotópályázat és kiállítás, II. díj  – Tokácsli Galéria. Szentes, 2021
– A hely szelleme, csoportos kiállítás – Főfotó, Budapest, 2022
– Falu a fotóban (BPFF), csoportos kiállítás – ArtBázis Összművészeti Műhely, Budapest, 2022
– Pavlovka Pinhole Fest’ 2022: I, bridge-builder, csoportos kiállítás – Pavlovka ArtGallery, Kyiv, 2022
– Pavlovka Pinhole Fest' 2023: The Mirror, csoportos kiállítás – Pavlovka ArtGallery, Kyiv, 2023
– XXIX. Alföldi Fotószalon, fotópályázat és kiállítás, I. díj – Tokácsli Galéria. Szentes, 2023
– A FotóFalu univerzuma – az első 15 év, csoportos kiállítás – FUGA - Budapesti Építészeti Központ, 2024

## Interjúk, megjelenések
- Origo
- Magyar Narancs Archiválva 2009. szeptember 14-i dátummal a Wayback Machine-ben
- NeighbourArt
- Moly
- Dunaújvárosi Hírlap Archiválva 2014. december 4-i dátummal a Wayback Machine-ben
- Magyarszinkron.hu
- Heti TV (2021): A Magyar Változat
- A fényérzékeny anyag misztériuma – Magyar Krónika
- Határátlépések, kísérleti tendenciák a Fotófalun innen és túl – FotoKlikk Társalgó
- Fénnyel írt belső monológok – Népszava)
- "Nehogy már ezt ne tudjam megcsinálni!" – NLC
- Az elmúlt tíz év legélvezetesebb kiállítása... – Magyar Krónika